# Караханідська держава

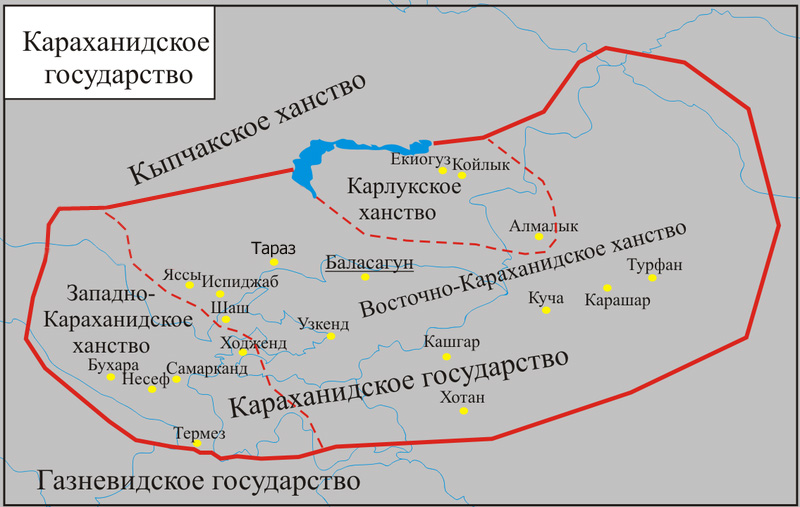
Територія до 1000 року

Караханідська держава (узб. Qoraxoniylar xoqonligi; кирг. Караханид каганаты; уйг. قاراخانىيلار خانلىقى; каз. Қарахан хандығы) — середньовічна держава на території Центральної Азії.

## Історія

### Походження
Походження самої династії неясне, прийняті в літературі її назви (Караханіди, рідше ілеки) абсолютно умовні і сконструйовані істориками XIX століття з двох поширених титулів: кара-каган і ілек .

### Утворення держави

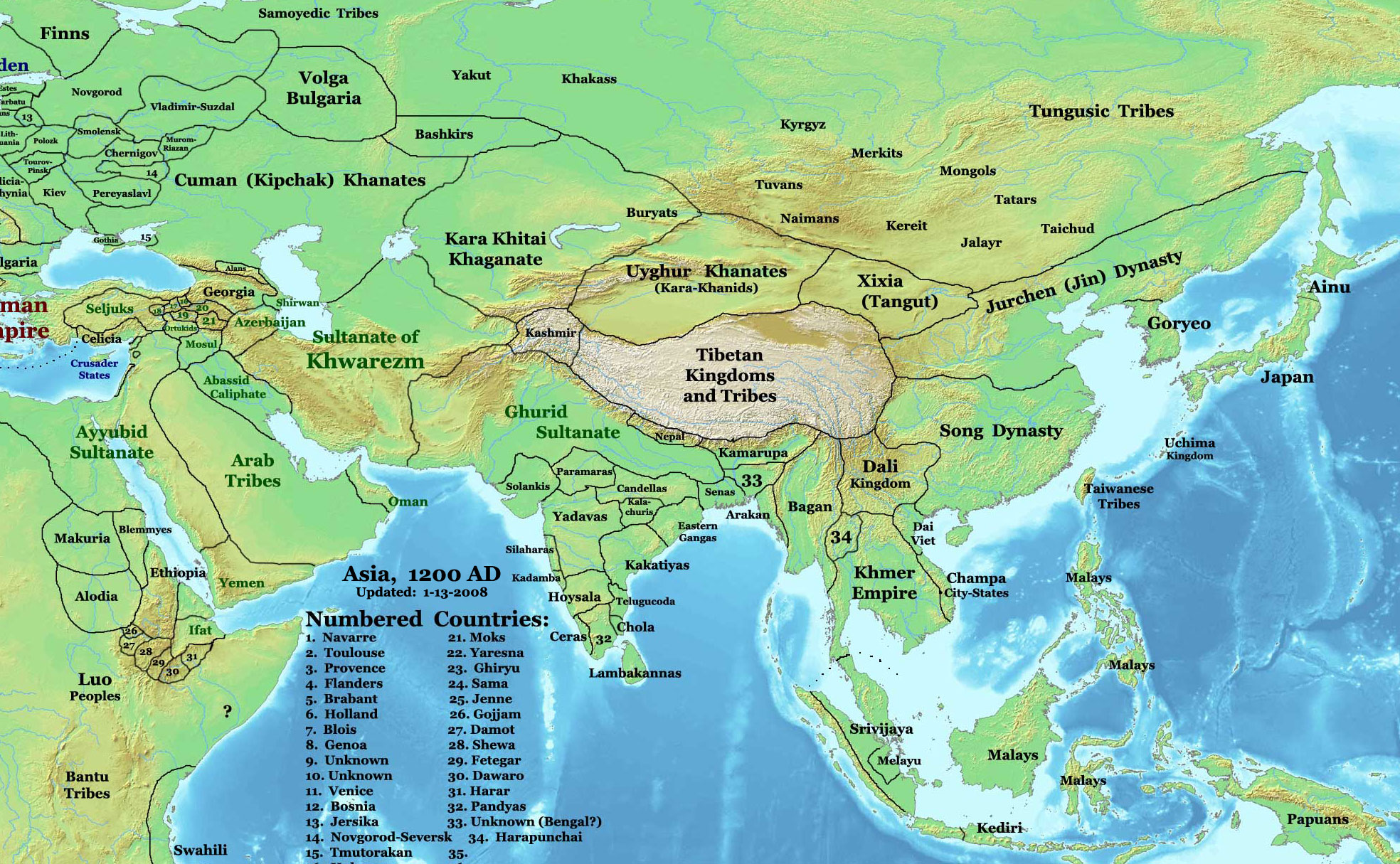
Караханідська держава в XII столітті

Після розгрому Уйгурського каганату в 740 році, виходець із знатного роду Едгіш, який становив частину племені чигілей, Карлукський ябгу і правитель Ісфіджаба Більге-Кюль, який мав прізвисько «Кара» («Чорний»), відкрито заявив про свої права на верховну владу і прийняв титул «хан». Можливо, з цього моменту бере свій початок рід Караханидів.
При синах Більге-Кюля «Кара» Кадира Арслан-хані (1040 — 1093) («Арслан» — лев — тотем чигілей) — Базіре Арслан-хані (893 — 920) і Огулчак Арслан-хані (893—940) — поновлюються набіги на територію Мавераннахра. До цього часу в Мавераннахрі починається зміцнення дому Саманідів. Ліквідувавши міжусобиці всередині роду і утихомиривши заколоти проти влади Саманідів в Хорасані і Мавераннахрі, Емір Абу Ібрагім Ісмаїл ібн Ахмад Саманід (892 — 907) почав замислюватися про забезпечення зовнішньої безпеки Емірата. У зв'язку з цим в 893 році був зроблений похід на Семиріччя, в результаті якого були взяті міста Ісфіджаб і Тараз. Після тривалої облоги міста впали, а населення було примусово звернено в іслам. Чигілі були змушені переселитися на північ, ближче до озера Іссик-Куль, а ставка хана перенесена в Баласагун. До цього часу ще одне плем'я карлуцької конфедерації — ягма — витіснене Тибетом, поселяється в цьому ж ареалі. Саме з цього моменту починається тісна взаємодія цих двох племен, які згодом стали ядром Караханідської держави.
Остаточно ж влада караханідських ханів утвердилася до 40-х років X століття.

### Караханіди та іслам

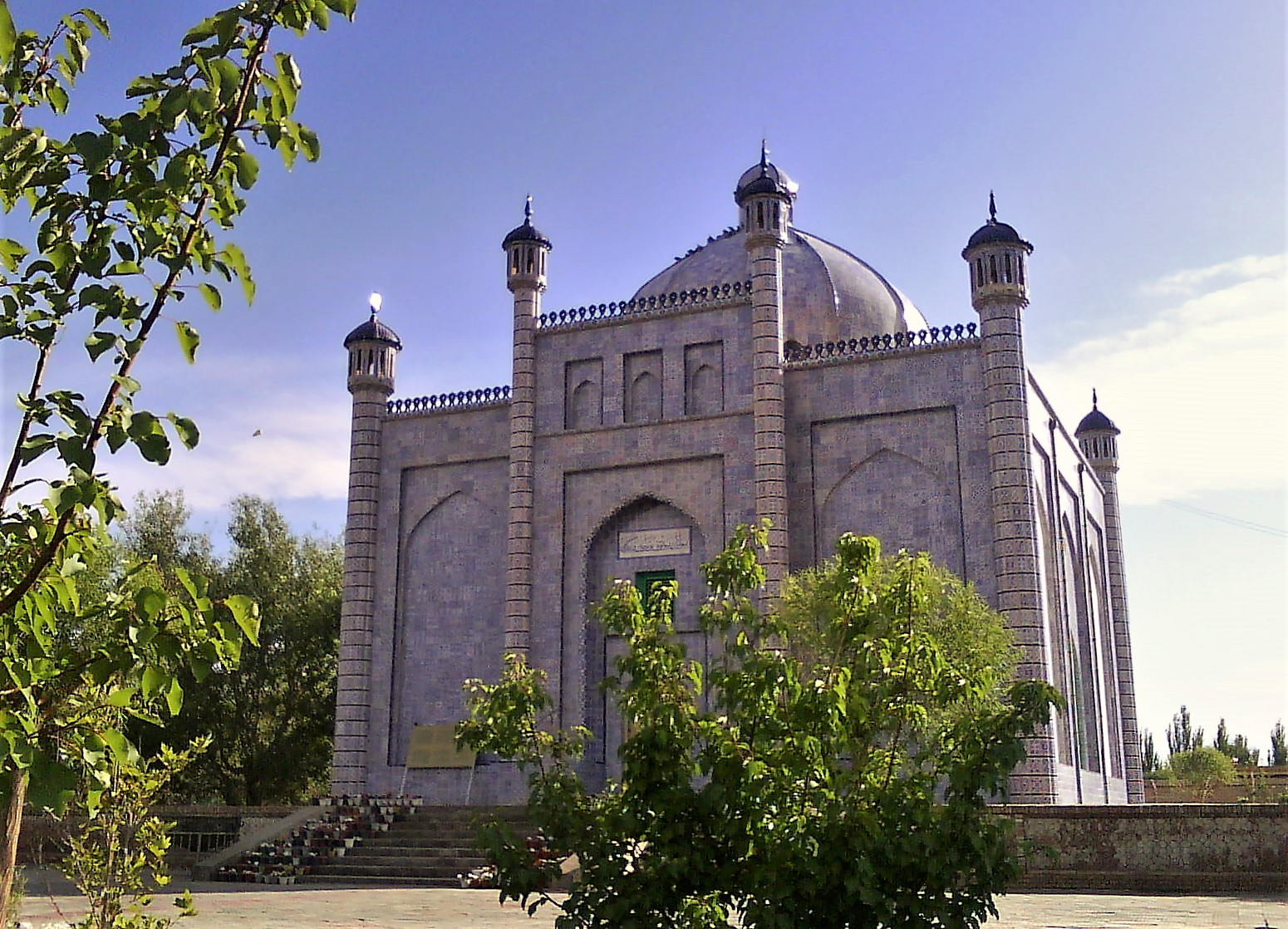
Мавзолей Сатука Абд ал-Карім Богра-хана. Кашгар. Друга половина X століття.

У 920 році ябгу племені ягма стає Сатук. В 932 році він приймає іслам і змінює ім'я на мусульманське Абд ал-Карім. Згідно оттоманського історика Мунаджіму-баші, він був першим тюрком, який прийняв іслам. Пізніше, в 940 році він отримує фетву на умертвіння рідного батька, який, мабуть, не хотів приймати іслам. Після його умертвіння Сатук запановує в Кашгарі, відкрито заявляє про свої права на верховну владу і приймає титул «хан».
При сина і наступника Сатука (Абд ал-Каріма) Богра-хана (920 — 955) («Богра» — верблюд — тотем племені ягма) Мусі ібн Абд ал-Карім Богра-хана (956 — 958) в ханстві почалася «ісламізація». З арабської мови був запозичений верховний титул правителя — Султан ал-Салатін (тобто султан над султанами). Але тим не менш, такі тюркські титули, як каган, ілек і Тегін не втратили свого значення.
Під час правління брата Муси Сулеймана ібн Абд ал-Каріме (958 — 970), який прийняв титул Арслан-хан, все населення держави було звернуто в іслам. Згідно арабських істориків Ібн Мискавейха у і Ібн ал-Ассира в 960 році «200 тисяч наметів невірних (тюрків) прийняли іслам». Імовірно, під словом «тюрки» малися на увазі Караханіди.

### ПриєднанняМавераннахраі розпад Саманідського Емірату
При небожі Сулеймана Алі (970 — 998) і сині Сулеймана Гаруні (відомим в письмових джерелах як «Шегаб ад-Даула» — «Зірка Держави») (970 — 992) в країні встановлюється двовладдя. Алі ібн Сулейман, прийнявши титул «Арслан-хан», запановує в Кашгарі, а його молодший брат — Гарун ібн Сулейман — приймає титул «Богра-хан» і запановує в Баласагуні.
В 992 році братами було вирішено приєднати сусідні області, зокрема Мавераннахр.
Саманідський емірат при Емірі Абу-ль-Касимі Нухе II ібн Мансурі (976 — 997) настільки ослаб, що не міг протистояти нападам ззовні. У такому саме стані саманідський Емірат зазнав в 992 році першого за такий тривалий час нападу Караханідів на чолі з Хасаном ібн Сулейманом Богра-ханом.
Всі спроби Нуха II мобілізувати військові сили країни не дали позитивних результатів. Підняти населення проти Караханідів під гаслом джихаду було неможливо, так як Караханіди сповідували іслам. Великі воєначальники не стали підтримувати Нуха II. Намісник Хорасану Абу Алі Сімджурі уклав таємну угоду з Гаруном Богра-ханом і не послав Хорасанські війська на захист Мавераннахра. Вислане проти Богра-хана військо зазнало поразки внаслідок зради начальника військ тюрка Фаїка, який приєднався до Богра-хана і рушив до Бухари. В результаті цієї зради Караханідське військо, не зустрівши опору, без зусиль захопило столицю Саманідского Емірату — Бухару. Нух II був змушений втекти до Амуля.
Несподівана смерть Богра-хана (992 рік) змінила положення. Караханідські війська, захопивши багату здобич, повернулися до Фергани.
Події 992 року показали неміцність Саманідського Емірату. Абу Алі Сімджурі і Фаїк повстали проти Нуха II — один в Хорасані, а інший в районі Балха.
Повернувшись в Бухару, Нух II не сподіваючись на власні сили, звернувся за допомогою до правителя Газні, тюрку Себюк-Тегіну. Себук-Тегін охоче прийняв прохання еміра і негайно попрямував в Мавераннахр. З 20-тисячним військом він переправився через Амудар'ю і вступив спочатку в Кеш, потім в Нахшеб, а звідти разом із Нухом попрямував проти Абу Алі і Фаїка. Після декількох боїв війська повсталих були розгромлені, а самі вони бігли в Джурджан.
Але в 995 — 996 роках відбулися нові повстання вали окремих саманідських областей, а Караханіди на чолі з Алі ібн Сулейманом Арслан-ханом відновили свої спроби захоплення Мавераннахра. І цього разу Нух II за допомогою Себук-Тегіна придушив повстання і запобіг нападу Караханідів, хоча і змушений був поступитися їм північно-східними областями.
У 997 році померли Нух II і Себук-Тегін. Емір Мансур II ібн Нух (997 — 999) — син Нуха II потрапив під сильний вплив Газневідського еміра Абу-л-Касима Махмуда ібн Себюк-Тегіна, відомого як Махмуд Газневі. Правителі Нішапура тюрки Бегтузун і Фаїк, які були у змові з Караханідами, боячись подальшого зближення Мансура II і Махмуда засліпили Мансура II, після чого він невдовзі помер (999 рік). За наполяганням Бегтузуна і Фаїка на престол вступив брат Мансура II Абд ал-Малік II ібн Нух.
Під приводом кровної помсти за Мансура Махмуд Газневід змушує Абд ал-Маліка II поступитися північною частину нинішнього Афганістану, а потім з військом вступає в Хорасан. Таким чином, у підпорядкуванні еміра Абд ал-Маліка II залишився один лише Мавераннахр.
Однак в 999 році і цей останній оплот саманідської влади звалився під новим натиском караханідських військ. Наср ібн Алі Арслан-хан (998 — 1017), молодший син Алі Арслан-хана, якому ще за життя Алі заповів свій престол, захопив Бухару, а Абд ал-Маліка II та інших членів правлячої сім'ї посадив у темницю.
Таким чином, влада Саманідів перестає існувати.

### Роздробленість держави. «Аліди» і «Хасаніди». Династична боротьба Караханідів
У 1040 році Караханідська держава розпалася на Західну і Східну. Семиріччя й Кашгарія увійшли в Східне, а Мавераннахр в Західне володіння з центром у Узгенді, а потім в Самарканді.
У 1089 році Західно-Караханідське ханство стає васалом сельджуків.
У 1141 році Східно-Караханідське ханство виявилося в залежності від каракітаїв.
У 1210 році Західно-Караханідське ханство стає васалом хорезмшаха Мухаммеда II.
У 1212 році найманський хан Кучлук знищив Східне ханство в Узгені і Кашгарі. У тому ж році було ліквідоване Західне ханство в Самарканді.
Історія ханства вже з перших десятиліть його існування насичена міжусобною боротьбою двох впливових сімей — нащадків Алі Арлсан хана, сина Муси хана і Хасана (Харун) Богра хана, сина Сулейман хана (брата Муси хана). Цими міжусобицями скористались кочові племена киданей, які володіли Центральною Азією. В 1017 році кидані вторглися в Семиріччя і дійшли до Баласагуна, але правитель караханідів Туган хан розбив військо киданей і змусив їх відступити на схід.
У 1040 році Караханідська держава розпалася на дві частини: Східну і Західну. Столицею Західного ханства був Самарканд.
Із 60 — 70-х роки XI століття починаються зіткнення Караханідів із сельджуками.
У 1089 році Західні Караханіди потрапили у васальну залежність до сельджуцького султану Малік-шаха. В 1102 році правитель Баласагуна і Тараза Кадир-хан Жабраїл напав на Мавераннахр і захопив усі землі до Амудар'ї. Намагався відвоювати у сельджуків Термез, однак зазнав поразки, потрапив у полон і був страчений.
У 1102-1130 році Західним ханством керував Арслан-хан Мухаммад, який звів мінарет Калян у Бухарі.
Вторгнення каракитаїв в 30-х — початку 40-х років XII століття поставило Караханідську держава під їх верховну владу. В 1212 році залишки політичного впливу Караханідської держави були ліквідовані хорезмшахом Мухаммедом.
Головною формою феодального землеволодіння була ікта. Караханідська держава поділялося на уділи, в яких правили члени Караханідського роду — хакани і ілеки; центральна влада була слабкою. Столицями Караханідської держави були Кашгар, Баласагун, Узген, потім знову Кашгар. Столицею Західного Караханідського ханства був Самарканд.
Джерела з історії Караханідської держави здебільшого не збереглися. Нам відомі лише деякі назви цих історичних праць. Відомості про нього дійшли до нас лише в працях арабських і перських авторів, які писали за межами ханства. Праця єдиного історика-Караханідів Махмуда Кашгарського «Тарихи Кашгар» відома лише в невеликих уривках, наведених у Джамаля Карші (XIII століття). Відсутність історіографії було відзначено вже пізніми сучасниками Караханідів, наприклад, перський літератор Нізамі Арузі, писав в 1156 році: «Імена царів з дому хакана (Караханідів) збереглися тільки завдяки поетам».

## Політичний устрій

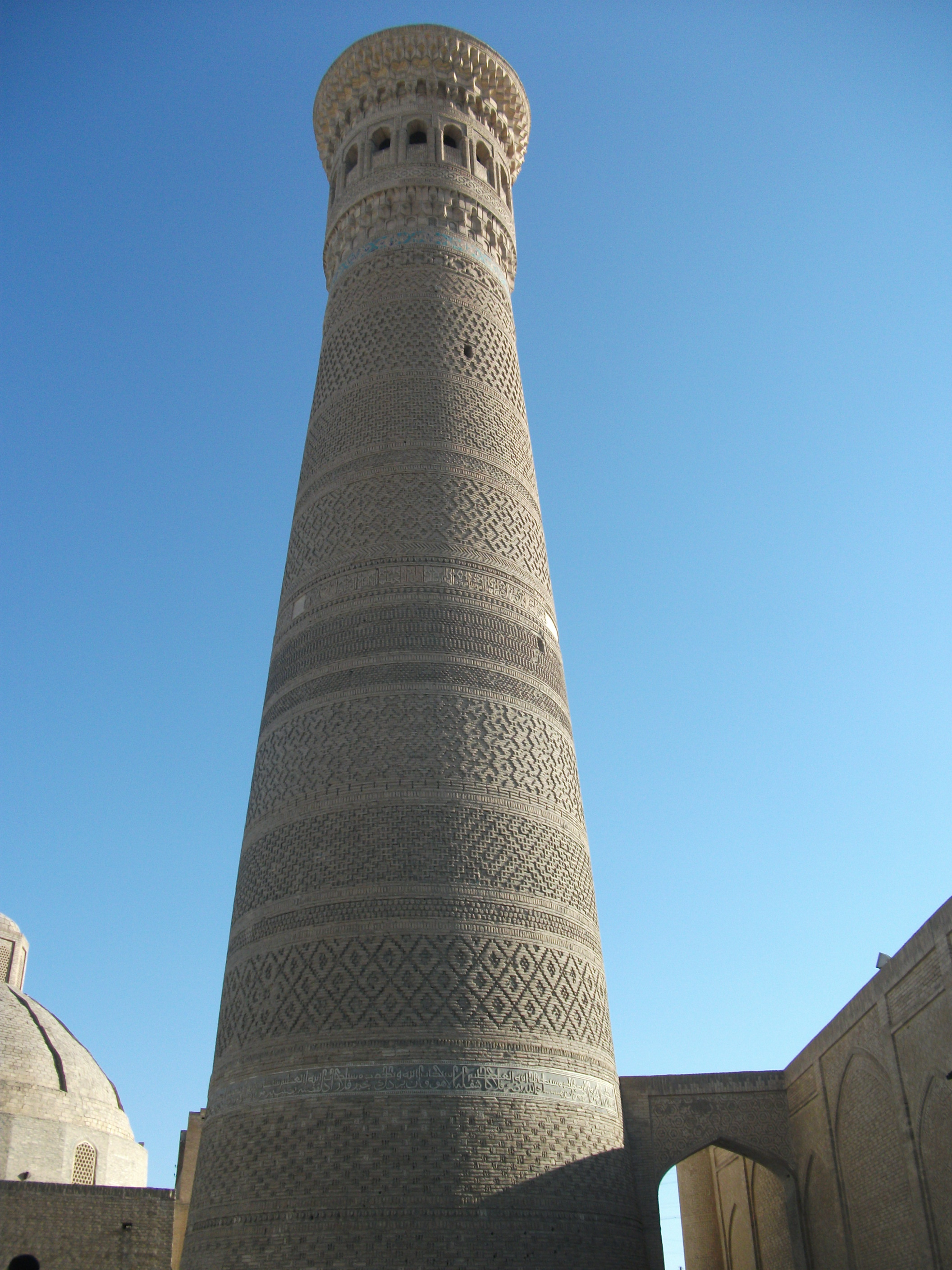
Мінарет Калян в Бухарі, Узбекистан

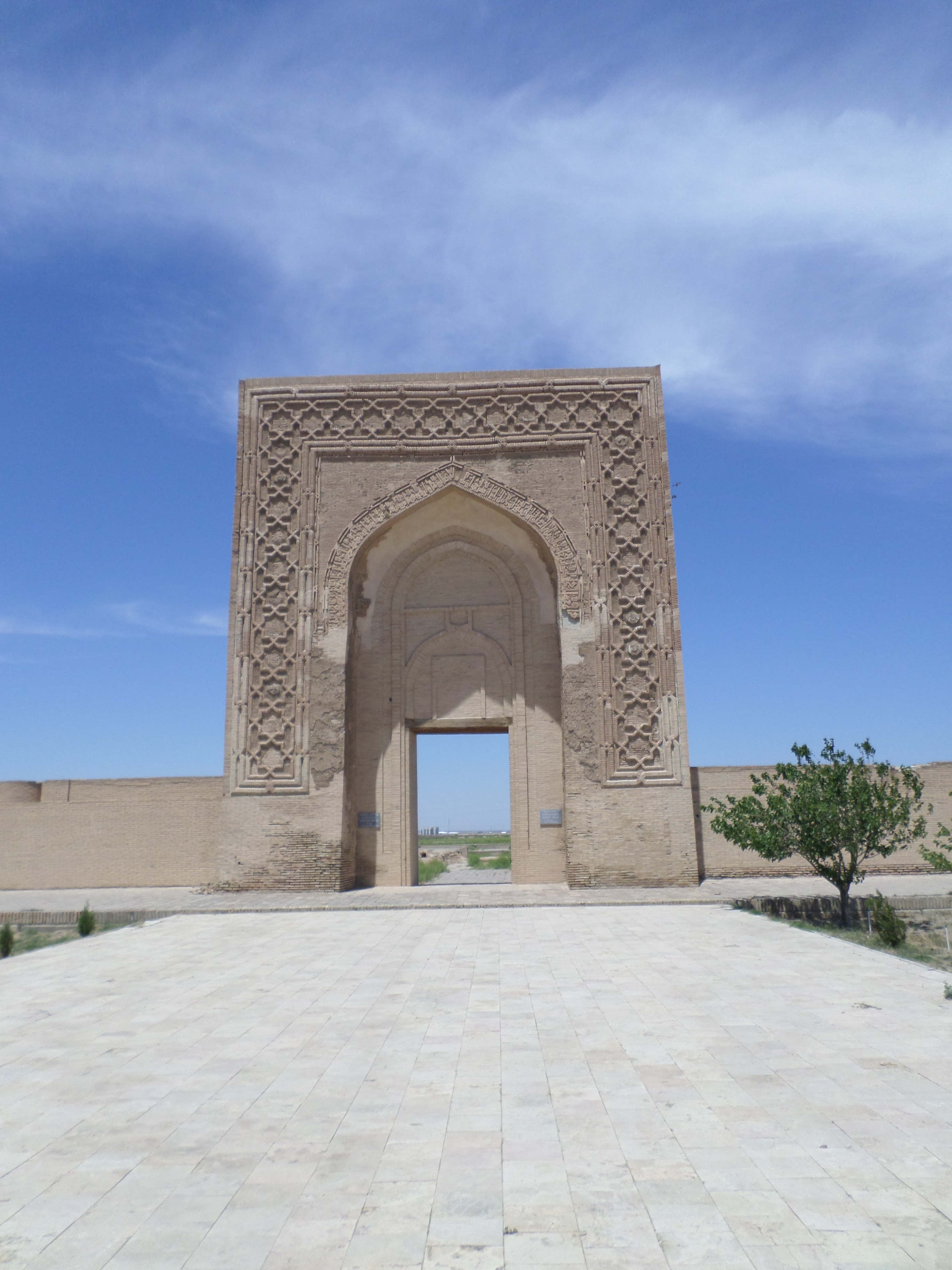
Караван-сарай Рабат Малік, поблизу Навої, Узбекистан

Значний матеріал з історії держави Караханідів міститься в монетах.
Якщо засновник каганату, Білга Кул Кадир-хан, був єдиним його начальником, то вже при його синів була введена дуальна система влади з поділом держави на дві частини. Східна, зі столицею в Баласагуні, управлялася великим (старшим) каганом, який вважається главою династії і всієї держави. Західну її частина очолював «со-каган», каган-співправитель, молодший каган, який мав ставку в Кашгарі або Таразі. Великий каган титулувався Арслан-ханом, молодший — Горба-ханом, зі смертю першого його пост і титул переходили до другого.

- Хан — титул правителя.
- Ілак, Тегін — правителі доль.
- Відмінність від інших держав — військове управління було відокремлено від адміністративного. Військово-адміністративна структура будувалася за ієрархічним принципом.
- Ікта — право збору податків, а його власника називали — іктадор. Хани шанували своїм родичам і наближеним право на отримання з населення району або міста податків, які до того стягувалися на користь держав.

Пам'ятки культури Караханідської держави фактично не збереглися, до наших днів дійшли лише літературні твори «Кутадгу білиг» Юсуфа Баласагунського і «Диван тюркських діалектів» Махмуда Кашгарі, «Хібатул хакаік» Ахмеда Югнакі, а в галузі архітектури та декоративного мистецтва — мінарет Калян в Бухарі, караван-сарай Рабат Малік поблизу міста Навої, портальні мавзолеї Узгена з їх знаменитим орнаментальним декором.
Хронологія правління ханів з кінця XI століття встановлюється тільки за монетам.

## Монети Караханидів
Караханіди випустили велику кількість монет, що містять різні написи і символи. Однією з відмінностей караханідських монет від саманідських було зображення тварин: птахів, котячого хижака, слона, зайця, що біжить, півня, голуба, риби та ін.